# Caulophryne pelagica
Caulophryne pelagica är en fiskart som först beskrevs av Brauer 1902.  Caulophryne pelagica ingår i släktet Caulophryne och familjen Caulophrynidae. Inga underarter finns listade i Catalogue of Life.